# سان‌ها ون
سان‌ها کوان (به انگلیسی: Sun-Hwa Kwon) نام شخصیت داستانی مجموعه تلویزیونی گمشدگان محصول کانال ای بی سی آمریکا می‌باشد. ایفاگر این شخصیت یونجین کیم می‌باشد. او متولد کره می‌باشد و همسر جین‌سو ون می‌باشد.
تا اواخر فصل اول او از ارتباط برقرار کردن با بقیه به دلیل ترس از عصبانیت جین، خودداری می‌کند، اما پس از درگیری جین با مایکل، پنهانی به جنگل می‌رود و دلیل سوء تفاهم را به او می‌گوید. پس از سوختن کلک مایکل در آتش و درگیری دوباره بین مایکل و جین، دیگر طاقت پنهانکاری نمی‌آورد و با فریاد از مایکل می‌خواهد که او را رها کند و می‌گوید آتش زدن کلک کار جین نبوده. او قبل از سفر به جین خیانت کرده (که پسر یک هتلدار، خواستگار سابق و کسی است که زبان انگلیسی را به او آموخته)، اما در جزیره شاهد تغییر شخصیت همسرش است. او در جزیره باردار می‌شود و پس از اینکه جولیت با استفاده از سونوگرافی به او می‌گوید که بچه جین است، خوشحال می‌شود. در فلاش بک‌ها مشخص می‌شود که همسر او نابارور بوده.
او سرانجام بچه اش را به دنیا می‌آورد. اما او را پیش مادرش می‌گذارد و به دنبال جین به جزیره برمیگردد. سان جین را پیدا می‌کند و آنها همراه جک، سعید، کیت، هارلی و فرانک لاپیدوس تصمیم می‌گیرند با زیر دریایی جزیره را ترک کنند اما او و جین توسط موج انفجار بمب دود سیاه می‌میرند.